# Кипфмюллер, Берта
Берта Фридерика Кипфмюллер (нем. Bertha Friederika Kipfmüller; 28 февраля 1861, Паппенхайм — 3 марта 1948, Паппенхайм) — преподаватель немецкого языка, борец за права женщин и пацифистка; в 1899 году стала первой женщиной в Баварии, которая получила кандидатскую степень; уже после выхода на пенсию, в 1929 году, была удостоена звания доктора юридических наук. В 1895 году Кипфмюллер получила специальное разрешение от факультета искусств Гейдельбергского университета, дававшее ей право на изучение немецкого языка, санскрита, сравнительного языкознания, философии, истории и экономики.

## Биография
Берта Кипфмюллер родилась 28 февраля 1861 года в Паппенхайме в семье ювелира Криштиана Альберта Кипфмюллера (1822—1898) и его жены Кристины Сабины, урождённой Ришт (1827—1916); в семье было одиннадцать детей. Берта выросла в Паппенхайме; после окончания школы она в частном порядке прошла подготовку к вступительным экзаменам на Верхнебаварском семинаре районных учительниц в Мюнхене. В 1879 году она сдала экзамен на школьного учителя в Мюнхене и с 1879 по 1896 год работала педагогом начальных классов в Эйзёльдене (Тальмессинг), монастыре Хайльсбронн и в Шопперсхоф (Нюрнберг). Она не имела права преподавать в самом Нюрнберге, поскольку в то время в городе преподавание было разрешено только мужчинам.
В 1886 году в Нюрнберге Кипфмюллер основала «Средне-Франконскую ассоциацию учителей» — первую профессиональную женскую ассоциацию в Баварии. В 1890 году она была одной из соучредительниц Всеобщей ассоциации учителей Германии; участвовала в правозащитном женском движении. В апреле 1893 года она присоединилась к недавно основанному «Немецкому обществу мира» (Deutsche Friedensgesellschaft): в 1896 году опубликовала, под псевдонимом «Бертольд Фридерич», пацифистский памфлет «Sedansgedanken». В 1895 году Кипфмюллер, совместно с Хеленой фон Форстер (1859—1923), стала инициатором создания и соучредителем «Нюрнбергского общества защиты благосостояния женщин»: с помощью состоятельных нюрнбергских граждан ассоциация создала дом для нуждающихся женщин и институт для незрячих; кроме того, ассоциация организовала курсы шитья и рукоделия, а также — открыла библиотеку.
Протест против мнения о том, что женщины «неспособны к науке», привёл Кипфмюллер к мысли получить степень по филологии. Поскольку с 1895 года Гейдельбергский университет — в исключительных случаях — принимал учителей начальной школы в качестве приглашенных студентов, она подала заявку и была принята в зимний семестр 1896/1897 годов: получила специальное разрешение от факультета искусств на изучение немецкого языка, санскрита, сравнительного языкознания, философии, истории и экономики. В 1899 году она получила кандидатскую степень, защитив диссертацию «Das Ifflandsche Lustspiel»; после учёбы вернулась в Баварию и с октября 1899 года стала учителем в Нюрнберге. Являлась первой женщиной-кандидатом наук в Баварии.
В 1919 году Кипфмюллер вступила в СДПГ, а позже — в Ассоциацию социалистических учителей. С приходом к власти в Германии национал-социалистов была вынуждена уйти в отставку. После выхода на пенсию, в 1926 году, изучала право в университете Эрлангена, где окончила в 1929 году защитила диссертацию на тему «Женщина в праве свободного имперского города Нюрнберг».

## Работы
- Sedansgedanken, Leipzig 1896 (под псевдонимом Berthold Friederici).
- Das Ifflandsche Lustspiel, Inaugural-Dissertation der Philosophischen Fakultät der Großherzoglich Badischen Ruprecht-Karls-Universität Heidelberg, Darmstadt 1899
- Kants Mutter, in: Frauenbildung, Leipzig 1905
- Die Frau im Rechte der Freien Reichsstadt Nürnberg, Inaugural-Dissertation der juristischen Fakultät der Friedrich-Alexander-Universität Erlangen, Dillingen 1929